# Mádhava Vidiarania
Mádhava Vidiarania (siglo XIV) fue un religioso y escritor hindú.
También se lo conoce como: 
- Vidyāraṇya (en AITS (alfabeto internacional de transliteración sánscrita),
- ವಿದ್ಯಾರಣ್ಯ en canarés,
- Mādhava Vidyāranya, ಮಾಧವ ವಿದ್ಯಾರಣ್ಯ (en canarés),
- Mādhavāchāria
- Mādhava Āchāria (que no se debe confundir con Madhva Āchāria [1238-1317]).

Su padre se llamaba Maiana Acharia y su madre Srimati Devi.
Nació en Pampa Kshetra (actual Hampi) en las primeras décadas del siglo XIV.
Según otra fuente nació en Ekashila Nagari (actual Warangal).
Aproximadamente en 1336 ayudó a los hermanos Raya (Jari-Jara Raia I y Bukka Raia I) a establecer el Imperio viyaia nagar, en el sur de la India.
Se cree que fue ministro del rey Bukka.
La leyenda lo hace mentor de tres generaciones de reyes que gobernaron el Imperio viyaianagar (que duró hasta 1646).

## Madhava Acharia
La tradición lo ha hecho hermano mayor de Saiana Acharia (m. 1387), quien estaba relacionado con él en la administración de la corte imperial, y escribió un comentario sobre los cuatro Vedas (o sobre el Rig-veda solamente).
En 1331 el joven Vidiarania entró en la orden smarta en el matha (convento) de Sringeri (en el territorio de Mysore), que había sido fundado por Shankará), el gran maestro vedantista (788-820).
Existe un Vidiarania que reemplazó a Sri Bharati Krishna Tirtha (líder entre 1333 y 1380) como yagad gurú del Sringeri Sharada Pítham entre 1380 y 1386 y que fue sucedido por Sri Chandrasekhara Bharati I (líder entre 1386 y 1389).
Si este Vidiarania hubiera nacido en 1268 (como dice una tradición), habría tenido 118 años de edad (lo cual no se menciona en los registros del monasterio).

## El «Sarva dárshana samgraja»
El escrito más famoso de Madhavacharia es el Sarva-dárshana-sangraja (‘todas [las] doctrinas, compendio’), que se cree escrito en el año 1380 en idioma telugú.
Según el escritor Sarvepalli Radhakrishnan (1888-1975), el texto presenta 16 sistemas de pensamiento en orden de perfección, culminando en el advaita vedanta (o no dualismo):
1. chárvaka (ateísmo lokaiata)
2. bauddha (budismo)
3. arjata o yaina
4. purna-pragñá
5. nakulisa-pasupata
6. shivaísmo
7. prati abhigñá
8. raséshuara
9. aulukia (vaiseshika)
10. akshapada (niaia)
11. yaiminiia
12. paniníia
13. sankhia
14. patañyala o ioga
15. vedānta (según Sankar Acharia)

En realidad el Sarva-dársana-sangraja no tiene capítulo 16 (aduaita vedanta, el sistema de Shankará).
Al final del capítulo 15 se explica esa ausencia: «El sistema de Shankará, que viene siguiente en la sucesión, y que es la gema cimera de todos los sistemas, ha sido explicado por todas partes, por lo que no se tocará aquí».
El Sarva-dárshana-samgraja es una de las pocas fuentes de información disponible acerca de la filosofía lokaiata (materialismo ateo), quizá el más antiguo de la India.
Para proponer su propia doctrina, él trata de refutar, capítulo por capítulo, las otras religiones prominentes en su época.
Sin embargo, se debe notar que en los últimos capítulos, él se ubica en la posición de «abogado del diablo», como si fuera un adherente de los distintos sistemas religiosos.
Sólo en el primer capítulo (sobre el sistema chárvaka) critica con falacias los argumentos de los lokaiatas.
Es posible que sus citas hayan sido creadas como falacia del hombre de paja (crear argumentos fácilmente refutables como si los hubiera propuesto el adversario).
Es posible que algunos de esos argumentos sean una mera caricatura de la filosofía lokaiata.
Madhava también escribió un comentario de los Mimalpa-sutras.
Escribió el Pancha-dashi (un importante texto de la tradición aduaita-vedanta) y un comentario de los Mimalpa-sutras.
Los comentarios de Shiapa están influenciados por Mádhava, y dedicados a él.

## Legado
Viyaianagara o Jampi, la capital del imperio, tiene un templo dedicado a este santo.
Hasta la actualidad las personas ofrecen sus oraciones allí.
Madhava falleció como abad del monasterio de Sringeri en 1386.